# Anastasia Pagonis
Pour les articles homonymes, voir Pagonis.
Anastasia Pagonis, née le 2 mai 2004 à Long Island (États-Unis), est une nageuse handisport américaine, concourant en catégorie S11 pour les athlètes déficients visuels.

## Jeunesse
Pagonis commence à perdre la vue à l'âge de 11 ans et devient complètement aveugle à 14 ans à cause d'une rétinopathie auto-immune. Elle tombe alors en dépression, développe des troubles alimentaires, de l'anxiété et un PTSD. Elle débute la natation à la même époque mais connait des difficultés à rester dans sa ligne lors de ses débuts. Elle finit par trouver Marc Danin qui accepte de l'entraîner et apprend lui-même à nager dans le noir complet pour pouvoir entraîner Pagonis.

## Carrière
Lors des sélections américaines en juin 2021, elle bat le record du monde du 400 m nage libre S11 en 4 min 56 s 16.
Pour ses premiers Jeux paralympiques en 2020, Anastasia Pagonis remporte la médaille d'or sur le 400 m nage libre S11 en 4 min 54 s 49 — nouveau record du monde — et près de 10 secondes devant la deuxième. Elle remporte également le bronze sur le 200 m 4 nages SM11 en 2 min 45 s 61.

## Vie privée
Elle a près de 2 millions d'abonnés sur TikTok où elle poste des vidéos sur sa vie, son parcours sportif mais aussi des vidéos plus informatives sur la cécité.

## Palmarès

### Jeux paralympiques
- médaille d'or du 400 m nage libre S11 aux Jeux paralympiques d'été de 2020 à Tokyo
- médaille de bronze du 200 m 4 nages SM11 aux Jeux paralympiques d'été de 2020 à Tokyo